# Рудин (фильм)
«Рудин» — советский художественный фильм 1977 года по одноимённому роману И. С. Тургенева.

## Сюжет
В доме помещицы Дарьи Ласунской появляется Дмитрий Рудин. Ласунская проводит у себя деревенский салон — встречи и беседы на возвышенные темы между местными образованными людьми. Эрудированный и красноречивый, получивший европейское образование, Рудин сразу оказывается в центре внимания. Между ним и дочерью помещицы Натальей Ласунской возникают чувства. Рудин, поддерживающий любую беседу, изысканно и логично рассуждающий, однако, не способен к решительным действиям. Он не может завоевать сердце девушки, предпочитая остаться в стороне, и покидает поместье.
Ласунская выходит замуж за другого. Рудин, после долгих скитаний по России и Европе, заканчивает свою жизнь, сражённый пулей на французских баррикадах в 1848 году.

## В ролях
- Олег Ефремов — Рудин Дмитрий Николаевич
- Армен Джигарханян — Лежнев Михайло Михайлович
- Светлана Переладова — Наталья Алексеевна Ласунская
- Лидия Смирнова — Ласунская Дарья Михайловна
- Ролан Быков — Пигасов Африкан Семёныч
- Олег Видов — Волынцев Сергей Павлович, брат Липиной
- Жанна Болотова — Липина Александра Павловна
- Владимир Соколов — Басистов
- Владимир Коренев — Пандалевский Константин Диомидыч
- Людмила Шагалова — мадмуазель Бонкур

- Сергей Харченко — управляющий

## Съёмочная группа
- Сценарий Константина Воинова, Николая Фигуровского
- Постановка Константина Воинова